# Дезмонд Чайлд
Дезмонд Чайлд (англ. Desmond Child, настоящее имя Джон Чарльз Барретт; 28 октября 1953, Гейнсвилл, штат Флорида) — американский музыкант, автор песен и продюсер, член Зала славы авторов песен. За свою карьеру несколько раз номинировался на премию «Грэмми», 70 его песен были в Singles Top 40, альбомы с его композициями были проданы по всему миру тиражом более 300 миллионов экземпляров.
Автор таких хитов, как «I Was Made for Lovin' You» (Kiss); «I Hate Myself for Loving You» (Joan Jett & the Blackhearts); «Livin’ on a Prayer», «You Give Love a Bad Name», «Bad Medicine» и «Born to Be My Baby» (Bon Jovi); "Dude (Looks Like a Lady), «Angel», «What It Takes» и «Crazy» (Aerosmith); «We All Sleep Alone» и «Just Like Jesse James» (Cher); «Poison» (Alice Cooper); «The Cup of Life» и «Livin’ la Vida Loca» (Ricky Martin).

## Биография
Родился в семье эмигрантов, венгра Йозефа Марфы и кубинки Елены Казальса. Мать Дезмонда была автором песен. Учился в Майами-Дейд-колледже.
Карьера Чайлда началась в 1973 году, когда он в Майами создал группу Desmond Child & Rouge, игравшую софт-рок. Вскоре музыканты переехали в Нью-Йорк. Наибольшего успеха группа добилась в 1979 году. 24 марта песня Our Love Is Insane с её дебютного альбома смогла занять 51 место в Billboard Hot 100. В том же году, другую песню Чайлда, Last of an Ancient Breed, включили в саундтрек фильма «Воины». Позже, солистка коллектива Мария Видал (англ. Maria Vidal) занялась сольной карьерой и в 1985 году записала хит «Body Rock». Группа выпустила два альбома, но Чайлд больше известен как автор песен и продюсер.

## Карьера автора песен
Однажды Пол Стэнли из Kiss предложил Чайлду совместно написать композицию для альбома 1979 года Dynasty. Так была создана песня I Was Made for Lovin’ You. Опыт оказался удачным и Стэнли дал номер телефона Дезмонда рокерам Джону Бон Джови и Ричи Самбора. Вскоре Чайлд стал получать предложения и от других известных исполнителей.
За свою карьеру Чайлд работал с такими группами и исполнителями как Kiss, Cher, Aerosmith, Bon Jovi, Бонни Тайлер, Dream Theater, Пер Гессле, Рики Мартин, Селена Гомес и Келли Кларксон. Ему приписывают открытие Троя Кёртиса, которого он рекомендовал Эдгардо Диасу, создававшему бойз-бэнд Menudo. Чайлд был ключевым партнёром Элиса Купера при записи альбома Trash (1989). Также Дезмонд написал большинство песен для альбома Detonator глэм-метал-группы Ratt (1990).
В 1991 году Дезмонд Чайлд записал свой единственный сольный альбом Discipline. Две песни с этого альбома попали в Billboard Hot 100. Одна из них, это Love on a Rooftop, написанная первоначально для Cher (Heart of Stone, 1989), в исполнении самого Чайлда 17 августа 1991 года заняла 40-е место. Другая, You re The Story Of My Life, 26 октября того же 1991 года, поднялась на 74-е место.
В 2005—2006 годах Чайлд принял участие в записи альбома Мит Лоуфа Bat Out of Hell III: The Monster Is Loose, третьего и последнего в трилогии Bat Out of Hell. Дезмонд был продюсером и стал соавтором шести песен.
В 2012 году Дезмонд написал песню «Believe In Me» для Бонни Тайлер. Именно с этой песней певица была выбрана представлять Великобританию на конкурсе песни «Евровидение 2013».. По итогам конкурса Тайлер заняла лишь 19-е место, зато получила две награды на конкурсе песни Eurovision Radio Awards (Eurovision Song Contest Radio, ESC): за лучшую песню и как лучшая певица, став первым представителем Великобритании, выигравшим награды на этом конкурсе. После Евровидения песня добралась до 93-го места в чартах Великобритании, однако в других странах успеха не добилась.
В 2008 году Дезмонд Чайлд был избран в Зал славы авторов песен в рамках своего класса, rock'n'roll. В 2013 году он вместе с коллегой, кубинско-американским композитором Руди Пересом, стал одним из основателей Зала славы латинских авторов песен (англ. Latin Songwriters Hall of Fame, LSHOF) и с тех пор является его председателем.

## Личная жизнь
Дезмонд Чайлд живёт в Нэшвилле (штат Теннесси) со своим мужем, Кертисом Шоу (англ. Curtis Shaw), и двумя сыновьями, близнецами Романом и Ниро. История о том как Чайлд и Шоу смогли обзавестись детьми с помощью суррогатной матери рассказывается в документальном фильме Two: The Story of Roman & Nyro.
Трек The Truth Comes Out со второго альбома группы Desmond Child & Rouge (1979) был написан о каминг-ауте Марии Видал, члена группы и подруги Чайлда.
Песня A Ray of Hope, написанная Доном Полом Йовеллом (англ. Don Paul Yowell), была записана Чайлдом как дань памяти его младшего брата, Джо, который умер в январе 1991 года от осложнений, связанных со СПИДом.
Текст песни «Livin’ on a Prayer» группы Bon Jovi был навеян жизнью Чайлда в Нью-Йорке в конце 1970-х годов.
Будучи по отцу венгром, в 2016 году Чайлд получил двойное гражданство, став, вдобавок к американскому гражданству, ещё и гражданином Венгрии. В том же 2016 году Чайлд записал песню The Steps of Champions, которую он написал для венгерского правительства в качестве официального гимна шестидесятилетия Венгерского восстания 1956 года. Премьера песни в Венгрии привела к скандалу после того как венгерские СМИ выяснили, что песня, которая в конечном итоге обошлась властям страны в US$ 183 000, оказалась не оригинальным произведением, а переделкой, для которой использовалась мелодия впервые прозвучавшая в 2007 году. Сам Чайлд заявил, что «Я предоставил лицензию на использование этой композиции венгерскому государству совершенно бесплатно и в качестве патриотической вежливости» (англ. I have granted the license to use this composition to the Hungarian state completely free of charge and as a patriotic courtesy).

## Дискография

### Desmond Child & Rouge
- 1979 — Desmond Child & Rouge (Capitol Records)
- 1979 — Runners in the Night (Capitol Records)

### Соло
- 1991 — Discipline[англ.] (Elektra Records)

## Сотрудничество
Дезмонд Чайлд писал песни и продюсировал альбомы для таких артистов, как:
- Aerosmith;
- Animotion;
- Bon Jovi;
- Bonfire;
- Dream Theater;
- Hanson;
- Joan Jett & The Blackhearts;
- Kerli;
- Kiss;
- La Ley;
- The Rasmus;
- Ratt;
- Robin Beck;
- Roxette;
- Scorpions;
- The Stunners;
- Tokio Hotel;
- Аманда Стотт;
- Билли Майерс;
- Бонни Тайлер;
- Винс Нил;
- Дженнифер Раш;
- Джесси Маккартни;
- Джимми Барнс;
- Диана Николь ДеГармо;
- Кейн Робертс;
- Клей Айкен;
- Кэти Перри;
- Майкл Болтон;
- Маргарет Чо;
- Мика;
- Мит Лоуф;
- Пол Стэнли
- Рики Мартин;
- Сакис Рувас;
- Себастьян Бах;
- Стив Вай;
- Эйс Фрейли;
- Эйс Янг;
- Элис Купер;
- Шакира;
- Шер